# Mesotritia procera
Mesotritia procera är en kvalsterart som beskrevs av Wojciech Niedbała 2004. Mesotritia procera ingår i släktet Mesotritia och familjen Oribotritiidae. Inga underarter finns listade i Catalogue of Life.